# Parlamentní volby ve Finsku 1922
Parlamentní volby konané 1. – 3. července 1922 byly předčasnými a zároveň druhými volbami nezávislého Finska. Zvítězili sociální demokraté, kteří ale ztratili ve prospěch nově zformované Socialistické strany práce téměř 13 % hlasů. Strana byla oficiálním křídlem Komunistické strany Finska, která byla od Finské občanské války v ilegalitě. Agrárníci a Národní koalice jako i švédští lidovci si podrželi své pozice nebo mírně posílili. Poraženým na druhé straně byla Národní pokroková strana, která ztratila téměř polovinu svých mandátů. Po volbách vznikl menšinový kabinet agrárníka Kyösty Kallia.

## Předcházející události
Do roku 1922 se finská společnost dokázala stabilizovat jak po první světové válce, tak hlavně po krátké občanské válce. Prezident Ståhlberg omilostnil mnoho Finů, co se účastnili války na straně rudých a sama sociálně demokratická strana se vrátila k demokratickým principům. Tolerovala menšinové pravicové vlády, přes které se jí dařilo prosazovat sociální reformy. Na druhé straně komunisté, kteří neemigrovali po válce do sovětského Ruska nebo byli omilostněni prezidentem, usoudili, že v ilegalitě mají malé šance na prosazení svých cílů a založili novou stranu, tzv. Socialistická strana práce. Po vstupu strany do Kominterny ale zasedání strany přerušila policie a mnoho předáků opět zamířilo do vězení. Před volbami odmítl parlament schválit tzv. Varšavskou smlouvu, ve které se Polsko, Lotyšsko, Estonsko a Finsko zavazovalo podpořit členy v případě války. Mnoho poslanců zpochybňovalo účinnost smlouvy v případě sovětského útoku. 

## Volební výsledky
Volební účast byla 58,5 %, což bylo o 8,6 % méně než v předchozích volbách. Sociální demokraté opět slavili vítězství, které ale výrazně kazila ztráta dalších 27 mandátů. Od voleb v roce 1917 jich postupně ztratili 39. Voliče sociálním demokratům přebrali komunisté organizovaní v Socialistické straně práce. Ve svých prvních volbách získali 200členném parlamentu 27 křesel. Na pravém křídle politického spektra posílili agrárníci a Národní koalice na úkor Národní pokrokové strany. Levicový Křesťanský dělnický svaz se voleb neúčastnil a po jeho rozpuštění přešli aktivní členové k sociálním demokratům.
| Politická strana | Politická strana                          | Hlasy v % (změna) | Hlasy v % (změna) | Mandáty (změna) | Mandáty (změna) |
| ---------------- | ----------------------------------------- | ----------------- | ----------------- | --------------- | --------------- |
|                  | Finská sociálně demokratická strana (SPD) | 25,06             | ▼ −12,92          | 53              | ▼ −27           |
|                  | Agrární svaz (ML)                         | 20,27             | ▲ +0,57           | 45              | ▲ +3            |
|                  | Národní koaliční strana (KOK)             | 18,15             | ▲ +2,44           | 35              | ▲ +7            |
|                  | Socialistická strana práce (SSTP)         | 14,81             | nová              | 27              | ▲ +27           |
|                  | Švédská lidová strana (RKP)               | 12,41             | ▲ +0,28           | 25              | ▲ +3            |
|                  | Národní pokroková strana (ED)             | 9,21              | ▼ −3,60           | 15              | ▼ -11           |

## Sestavování vlády
Ve vládě pokračovala menšinová pravicová vláda složená z agrárníků a Národní pokrokové strany. Premiérem se stal agrárník Kyösti Kallio a jeho vláda se ujala funkce 14. listopadu 1922. Podařilo se jí prosadit zákony o ochraně přírody, došlo v reorganizaci církevních diecézí a k neúspěšnému potlačení jazykového sporu na univerzitě v Helsinkách. Zákon určoval za vyučovací ten jazyk (finštinu nebo švédštinu), kterým mluvila většina studentů. Vládla se rozpadla v lednu 1924. V srpnu 1923 došlo k masivnímu zatýkání komunistických představitelů, když vyšlo najevo její přímé propojení na exilovou Finskou komunistickou stranu, která byla zcela pod vlivem sovětského vedení. Zatčeno bylo na 200 předních představitelů včetně 27 zvolených poslanců. Mnoho ze zatčených bylo souzeno za zradu a posláno do vězení. Výsledkem bylo, že počet poslanců klesl o osminu. Premiér Kallio odmítl kvůli neúplnému parlamentu rezignovat a i sociální demokraté chtěli s předčasnými volbami počkat na verdikt soudu, od kterého si slibovali oficiální zákaz komunistické Socialistické strany práce. Prezident  Ståhlberg byl ale proti. Odvolal Kalliovu vládu a jmenoval úřednickou vládu Aima Cajandera, která dovedla zemi k předčasným volbám v dubnu 1924.